# Clara Segura
Clara Segura (Sant Just Desvern, 6 maggio 1974) è un'attrice spagnola.

## Biografia
Laureata nel 1996 in Arte drammatica presso l'Institut del Teatre. Diplomata in solfeggio, canto corale e pianoforte al Conservatorio Superiore di Musica del Liceo di Barcellona. Molti dei suoi primi lavori si sono svolti nell'ambito del teatro musicale, come El somni di Mozart, Un cop més una mica de música, Quédate con la copla o Il somni d'una nit d’estiu.
Dopo vari anni sulle scene teatrali, si fece conoscere dal grande pubblico nel 2004, con il suo intervento nel programma ...amb Manel Fuentes, di Televisione di Catalogna e in Mare dentro, di Alejandro Amenábar, vincitore dell'Oscar al miglior film in lingua straniera.
Con Bruno Oro ha creato la compagnia teatrale Totale Memos, nella quale sono autori, registi e protagonisti delle commedie Maca per favor, Les postres (inaugurata nel 2001) e No et moguis (2005). Entrambi sono stati anche i creatori e i protagonisti dello spazio umoristico Vinagre, emesso da TV3 nel 2008.

## Teatrografia

### Attrice
- La bona gent (1996)
- El amor de Don Perlimplín y Belisa en su jardín (1996)
- El pas (1997)
- Parracs (1997)
- El somni de Mozart (1997)
- Un cop més una mica de música (1997)
- Petita mort (1998)
- Set portes (1999)
- Perversions (1999)
- Jordi Dandin (1999)
- Quédate con la copla (1999)
- Violació de límits (1999)
- El alcalde de Zalamea (2000)
- Nena, maca, per favor, les postres! (2001)
- La filla del mar (2002)
- El somni d'una nit d'estiu (2002)
- Refugi (2003)
- Ets aquí? (2005)
- Amor Fe Esperança (2005)
- La felicitat (2006)
- Antígona (2006)
- Intimitat (2007)
- ¿Estás ahí? (2008)
- Electra (2010)
- Madame Melville (2011)
- L'Espera (2011)
- Incendies (2011)
- La rosa tatuada (2013)
- La treva (2016)
- Conillet (2016)
- White Rabbit Red Rabbit (2017)
- Bodas de sangre (2017/2018)
- Les noies de Mossbank Road (2018)

### Autrice e regista
- Nena, maca, per favor, les postres! (2001)
- Maca, per favor, les postres! (2001)
- No et moguis (2005)

## Filmografia

### Cinema
- Mundos, regia di Eduard Anglada - cortometraggio (1997)
- Opción C, regia di Carla Casadesús - cortometraggio (2002)
- Excuses!, regia di Joel Joan (2003)
- Mare dentro (Mar adentro), regia di Alejandro Amenábar (2004)
- Sin ti, regia di Raimon Masllorens (2006)
- Cenizas del cielo, regia di José Antonio Quirós (2008)
- Les dues vides d'Andrés Rabadán, regia di Ventura Durall (2008)
- Love, regia di Biel Mauri - cortometraggio (2009)
- Primer contacte, regia di Pau Escribano - cortometraggio (2009)
- Spanish Movie, regia di Javier Ruiz Caldera (2009)
- Con gli occhi dell'assassino (Los ojos de Julia), regia di Guillem Morales (2010)
- Tres metros sobre el cielo, regia di Fernando González Molina (2010)
- Mil cretins, regia di Ventura Pons (2011)
- Els nens salvatges, regia di Patricia Ferreira (2012)
- Una pistola en cada mano, regia di Cesc Gay (2012)
- Tots volem el millor per a ella, regia di Mar Coll (2013)
- La inquilina, regia di Mar Coll - cortometraggio (2015)
- Barcelona, nit d'hivern, regia di Dani de la Orden (2015)
- 100 Metros, regia di Marcel Barrena (2016)
- Mon germà, regia di Martí Dols e Joe Ryan Laia - cortometraggio (2017)
- Durante la tormenta, regia di Oriol Paulo (2018)
- Ser sin ti, regia di Valèria Cuní - cortometraggio (2019)
- Uno para todos, regia di David Ilundain (2020)
- Els que callen, regia di Albert Folk - cortometraggio (2020)
- Pazzo per lei (Loco por ella), regia di Dani de la Orden (2021)

### Televisione
- Plats bruts – serie TV, episodio 4x06 (2000)
- Jet lag – serie TV, episodio 6x03 (2006)
- Porca Misèria (2004-2007)
- Cámping (2006)
- Las manos del pianista (2007)
- Vinagre (2008) - Anche regista e scenografa
- Aída (2010)
- Nit i dia (2016)
- Mentiras (2020)

## Doppiatrici italiane
Nelle versioni in italiano delle opere in cui ha recitato, Clara Segura è stata doppiata da:
- Francesca Fiorentini in Mare dentro, Pazzo per lei
- Donatella Fanfani in Con gli occhi dell'assassino

## Riconoscimenti
- Premio Butaca, come migliore attrice di cast per Il somni d'una nit d’estiu (2002)
- Premio Margherita Xirgú, alla migliore attrice di teatro per Ets qui? (2005)
- Premio Ondas, per Porca Misèria (2006)
- Premio Gaudí, come migliore attrice di cast per Les dues vides d'Andrew Rabadán (2010)
- Candidata ai Premios Max come migliore attrice protagonista per La felicitat (2007)
- Trofeo Alcine46 alla migliore interpretazione femminile per La inquilina nel Festival del Cinema di Alcalá di Henares (2016)